# 旅立ちトランスファー
「旅立ちトランスファー」（たびたちトランスファー）は、Tomato n' Pineのメジャーデビュー・シングルとして2011年3月9日に発売された。

## 概要
初回生産限定生産盤（CD、DVD（MVとオフショットを収録）、オリジナルブックレットのセット）、通常盤（CDのみ）の2種類。

## 収録曲
1. 旅立ちトランスファー 
  - 作詞：Kenji／作曲：龍山一平／編曲：Shunsuke Tsuri
2. 10月のインディアン 
  - 作詞：Kenji／作曲：Kotaro Kusuno／編曲：野村陽一郎
3. Life is so beautiful 
  - 作詞：Kenji／作曲：Hayato Tanaka
4. キャプテンは君だ! (dancefloor will never die remix)
5. 旅立ちトランスファー -Intsrumental-
6. 10月のインディアン -Intsrumental-
7. Life is so beautiful -Intsrumental-